# The Blue Horse
The Blue Horse is een Engelstalige thriller uit 2009 van Nederlandse makelij. Het scenario werd in 2006 geschreven door Roald van der Laan, tevens regisseur van de film.
De opnamen vonden plaats tussen oktober 2007 en februari 2009. In oktober 2009 werd de post-production voltooid. De film ging in première op het SCENECS Film Festival en was tevens de openingsfilm van dit festival. Eind november 2010 wordt de film op dvd uitgegeven. Dit was de laatste film bij leven van Antonie Kamerling.

## Verhaal
In het gehucht Morden Falls leidt Joseph Bilger een dubbelleven. Terwijl zijn familie in de veronderstelling is dat hij als timmerman werkt, jaagt Joseph in werkelijkheid op lieden die kinderen bedreigen en pijn doen.
Het is Joseph niet gelukt een band op te bouwen met zijn jongste dochter Natalie. Zijn gezin - bestaande uit Natalie, zijn vrouw Kristen en oudste dochter Alison - leeft in een constante emotionele crisis. Na een tragisch
ongeval raakt Natalies onderlichaam verlamd en moet ze noodgedwongen het merendeel van haar jonge leven slijten in haar slaapkamer. Omdat haar beide ouders haar niet de nodige aandacht kunnen geven, huren ze de 
mysterieuze clown Mr. Coco voor haar in.
Al snel wordt Natalie dikke maatjes met Mr. Coco, die haar dagelijks een bezoek brengt. De situatie verandert wanneer Mr. Coco haar op een dag zijn grote geheim onthult: hij heeft iemand vermoord. Hierop reageert
Natalie met de vraag: "Zou je een slecht iemand vermoorden als ik daar om vroeg?"
Na de nodige aarzelingen bevestigt Mr. Coco deze vraag, zich niet bewust wat de gevolgen hiervan zullen zijn...
Ondertussen probeert Joseph om ene Jerome Woods te traceren en te doden. Jerome zou zich ergens schuilhouden na het terroriseren van zijn ex-vrouw en hun beider zoontje Deenan. 
Wat Joseph niet weet is dat Jerome Woods dezelfde persoon is die dagelijks zijn huis bezoekt: Mr. Coco!
Op dit punt neemt het verhaal een schokkende wending....

## Rolverdeling
- Jasper Tonnon - Jerome "Mr. Coco" Woods
- Terrence Sinclair - Joseph Bilger
- Haruka Sugihara - Natalie Bilger
- Nina Simons - Kristen Bilger
- Robin Schoonheijt - Alison Bilger
- Antonie Kamerling - Trevor
- Luca Schoonheijt - Melanie
- John Derek Wiebers - Gary
- Nicole Moerland - Linda Woods
- Sten Geerdink - drifter